# فقاعات هيدروستاتيكية
الفقاعات الهيدروستاتيكية (بالإنجليزية: Hydrostatic bubbles)‏ هي نوع من مقاييس كثافة السوائل الذي اخترعه ألكسندر ويلسون في عام 1757 في غلاسكو. حسن التصميم لاحقًا وحصل على براءة اختراع من قبل صانعة الزجاج والأدوات إيزابيلا لوفي، في إدنبرة في عام 1805.